# Tranquility Base Hotel & Casino
Tranquility Base Hotel & Casino es el sexto álbum de estudio de la banda de rock inglesa Arctic Monkeys, lanzado el 11 de mayo de 2018 por Domino Records. El disco sería completamente compuesto en 2016 por el vocalista de la banda, Alex Turner, en un piano Steinway Vertegrand en su casa de Los Ángeles, siendo producido un año más tarde por él mismo y James Ford, entre las ciudades de Los Ángeles, París y Londres. El álbum además cuenta con colaboración de múltiples artistas invitados, incluyendo a Tom Rowley, Loren Humphrey, James Righton, Zach Dawes, Tyler Parkford y Cam Avery. Turner también diseñó la portada, que representa el complejo turístico con recortes de cartón y un magnetófono; el nombre del álbum hace referencia a la Base Tranquilidad, lugar del alunizaje del Apolo 11.

## Lanzamiento
Después de casi 5 años Arctic Monkeys anunció oficialmente su nuevo álbum, titulado Tranquility Base Hotel & Casino; su lanzamiento fue anunciado el 5 de abril de 2018, a través de un corto vídeo dirigido por Ben Chappell, el clip muestra un modelo del arte de la portada del álbum e incluye un número de sonidos del disco. 
Este álbum fue lanzado a la venta el 11 de mayo de 2018. Junto con el lanzamiento de «Tranquility Base Hotel & Casino», Arctic Monkeys se embarcarán el 22 de mayo en Hollywood (EE. UU.) en una gran gira internacional que recorrerá los principales recintos y festivales, como el Primavera Sound de Barcelona el 2 de junio y el Mad Cool Festival de Madrid el 13 de julio.

## Contenido

### Estilo musical e influencias
Tranquility Base Hotel & Casino es un alejamiento del consistente uso de guitarras de álbumes anteriores como AM, esto como resultado del mayoritario uso del piano por sobre la guitarra de Alex Turner para componer. El álbum ha sido catalogado como pop psicodélico, lounge pop, pop espacial, y glam rock. El álbum además posee fuertes influencias del jazz, así como del soul, el prog, el funk, el pop francés y las bandas sonoras de los 60. Su sonido ha sido descrito como «tenue, pero cálido y clásico en la forma en que los músicos que usan consolas de mezclas antiguas aspiran a tener», así como también «lujuriante y claustrofóbico». Las canciones melódicas presentan una progresión de acordes poco convencional, y a veces llegan a abandonar la tradicional estructura de verso y coro. El álbum también ha sido señalado por su falta de hooks distintivos, y su tendencia de limitar el «consumo casual». Instrumentalmente, incorpora sintetizadores vintage y teclados que evocan al space age pop. Algunos teclados ocupados en el álbum son el órgano, el piano, el clavecín y la dolceola, además del Orchestron, los Farfisa y el Rocksichord de RMI. Múltiples pistas ocupan también guitarras barítono y lap steel en adición de las guitarras eléctricas y acústicas típicamente utilizadas por la banda, también se utilizó una variedad de instrumentos percusivos, incluidos timbales rotatorios y vibráfonos.

## Título y portada
El título del álbum hace referencia al nombre con el que Neil Armstrong y Buzz Aldrin bautizaron a la zona de aterrizaje de la misión del Apolo 11, en 1969. Dicho lugar fue llamado Tranquility Base, en referencia a que realizaron el alunizaje en el Mar de la Tranquilidad.
El diseño de la portada fue diseñado por Alex Turner utilizando cartón pluma y una magnetófono de cinta de bobina abierta Revox A77. Turner afirmó que la mayoría de las portadas de los discos no representan lo que realmente significan las canciones, y para ello desarrolló un diseño acorde a los sentimientos que contiene el álbum en sí. Comenzó dibujando un hexágono, para reflejar el sexto álbum de estudio de la banda. Según Turner la mayor inspiración fue una fotografía del departamento artístico de la producción de 2001: A Space Odyssey en donde en el lobby del Hotel Hilton en la Space Station V se puede ver un modelo de la estación, por lo que Turner quería llevar ese mismo concepto al Tranquility Base, no importando tanto como luciría el lugar, sino como luciría el modelo en el lobby del Hotel Tranquility Base. Para el diseño tomó inspiración en los arquitectos Eero Saarinen y John Lautner, llegando a ser bastante consumido por el proceso. Finalmente le coloca un letrero giratorio ya que mientras manejaba en Los Ángeles vio un letrero similar de un lugar llamado "House of Pies"

## Grabación
Grabado entre Los Ángeles, París y Londres, el que será su sexto disco de estudio ha sido producido por James Ford y Alex Turner, que está en todas partes, líder y vocalista del grupo. En su comienzo, se pensó como un disco solista de Alex Turner, porque era muy básico ya que solo se encontraban piano y voces sin guitarra, un camino indeciso respecto a la esencia de Arctic Monkeys.
Un comunicado de prensa afirmó que la banda "explora nuevos terrenos musicales" en el registro y que "sube la apuesta a lo grande". Se lo ha llamado "un álbum audaz y brillante que refleja la visión creativa cada vez más completa de Turner". Ahora, según un listado de un minorista de música alemán, el álbum presenta al tecladista en vivo de la banda Tom Rowley, al baterista Loren Humphries, así como a James Righton de Klaxons / Shock Machine , Zach Dawes y Tyler Parkford de Mini Mansions y el bajista de Tame Impala Cam Avery.

## Recepción

### Crítica
Tranquility Base Hotel & Casino recibiría mayoritariamente reseñas favorables de la crítica especializada, sin embargo causaría reacciones mixtas por parte de los fanes. En Metacritic, que asigna una variable estandarizada de 100 para puntuar obras populares, el álbum tendría un puntaje total de 76, basado en alrededor de 32 reseñas.
Thomas Smith de NME señalaría que el álbum probablemente dividiría a los oyentes, describiéndole como «la grabación más intrigante de la banda hasta la fecha». Cosette Schulz de Exclaim! sugirió en contra de desestimar el álbum sin escucharlo múltiples veces, escribiendo que «[se] siente como un comentario poético del mundo social y de fantasía escrito por Turner, quien luego fantaseó con tener una oportunidad en el piano y entonces trajo a toda la banda en buena medida.» En la revista Q, Niall Doherty lo describió como «un álbum extraño y fascinante, uno que casi se siente como si Arctic Monkeys se hubieran embarcado como banda en un proyecto alterno». Roisin O'Connor de The Independent le categorizaría como «creativo, intrigante y completamente diferente».

## Lista de canciones
Todas las canciones escritas y compuestas por Alex Turner. 
| N.º   | Título                                            | Duración |  |
| 1.    | «Star Treatment»                                  | 5:54     |  |
| 2.    | «One Point Perspective»                           | 3:28     |  |
| 3.    | «American Sports»                                 | 2:38     |  |
| 4.    | «Tranquility Base Hotel & Casino»                 | 3:31     |  |
| 5.    | «Golden Trunks»                                   | 2:53     |  |
| 6.    | «Four Out of Five»                                | 5:12     |  |
| 7.    | «The World's First Ever Monster Truck Front Flip» | 3:00     |  |
| 8.    | «Science Fiction»                                 | 3:05     |  |
| 9.    | «She Looks Like Fun»                              | 3:02     |  |
| 10.   | «Batphone»                                        | 4:31     |  |
| 11.   | «The Ultracheese»                                 | 3:37     |  |
| 40:51 |                                                   |          |  |

## Personal
Créditos adaptados de las notas de álbum.
Arctic Monkeys
- Alex Turner – voz (todas las canciones), coros (1-10), órgano (1-7, 9, 10), piano (1, 2, 4-7, 9, 10), guitarra (1, 2, 5-7, 9, 10), bajo (4-10), Orchestron (1, 2, 4), sintetizador (7, 10), guitarra barítono (1), dolceola (1), clavecín (4), guitarra acústica (6), batería (10)
- Jamie Cook – guitarra (1, 2, 4-9, 11), lap steel (1, 3), guitarra acústica (5), guitarra barítono (10)
- Nick O'Malley – bajo (1-3, 9, 11), coros (1, 2), guitarra (7), guitarra barítono (8)
- Matt Helders – batería (1-3, 6, 7, 9, 11), timbales rotatorios (1), coros (1), sintetizadores (8), Farfisa (8)

| Músicos adicionales - James Ford – sintetizador (4-6, 9, 10), batería (1, 4, 7), percusión (1, 5, 6), Orchestron (2, 4, 6), vibráfono (1, 2), pedal steel (1, 11), guitarra acústica (3, 6), piano (8, 11), Farfisa (1), Rocksichord (1), guitarra barítono (1), clavecín (4), programación de sintetizador (4), timbales rotatorios (6), órgano (9) - Tom Rowley – guitarra (5, 8), guitarra eléctrica (3, 6), guitarra acústica (5, 8), piano (7, 9), guitarra con fuzz (3), solo de guitarra eléctrica (6), solo de guitarra acústica y barítono (11) - Zach Dawes – guitarra barítono (3), piano (7) - Tyler Parkford – piano (3), Farfisa (7) - Evan Weiss – guitarra acústica (3, 7) - Loren Humphrey – batería (6, 8, 9, 11) - James Righton – Wurlitzer (6, 8, 11) - Josephine Stephenson – piano (6, 8, 11) - Cam Avery – coros (9) | Técnico - James Ford – producción, ingeniería (Londres), mezcla - Alex Turner – producción, ingeniería (Lunar Surface, Los Ángeles) - Jimmy Robertson – ingeniería (La Frette, París) - Nico Quéré – ingeniería (La Frette, París) - Anthony Cazade – ingeniería (La Frette, París) - Jonathan Ratovoarisoa – ingeniería (La Frette, París) - Michael Harris – ingeniería (Vox, Los Ángeles) - Loren Humphrey – ingeniería (Lunar Surface, Los Ángeles) Artístico - Alex Turner – portada - Matthew Cooper – diseño - Zackery Michael – fotografía - Ben Chappell – retratos, fotografía adicional |

## Lanzamiento y mercadotecnia
El álbum tuvo fecha de lanzamiento mundial el 11 de mayo de 2018. El álbum fue lanzado de inmediato en plataformas streaming. 
Como parte del lanzamiento se abrieron en ciudades selectas tiendas temporales Pop-Up las cuales sólo estuvieron abiertas de 2 a 3 días. En tales tiendas se podía obtener mercancía de edición limitada del álbum como versión casete, Vinil de edición limitada, llaveros, pósteres y libros de tapa blanda y dura con las letras de las canciones del álbum. 
Las ciudades con tiendas fueron: Nueva York, Tokio, Londres, Sídney, Berlin así como en la ciudad natal de la banda Sheffield.
El vinilo que más rápido se ha vendido en los últimos 25 años, la mayoría lo compró sin haber escuchado una sola canción (el grupo decidió no lanzar ningún adelanto antes de su fecha de publicación) y se ha llevado una buena sorpresa con su contenido. Pero, más allá de la diferencia de opiniones que ha generado, «Tranquility Base Hotel & Casino» ya ha batido un récord nada más nacer.
Ha vuelto a alcanzar el número uno en las listas británicas y ha despachado casi 25.000 copias en vinilo en su primera semana en las tiendas de discos, siendo así el que más rápido se ha vendido en Gran Bretaña en los últimos 25 años en dicho formato, superando las 16.000 de «As you were» de Liam Gallagher.
Las ventas totales del disco en estos siete días alcanzan un total de 86.000 unidades, distribuidas en CD (28.000), copias digitales (16.000), copias de streaming (18.000) y casetes (500).

## Videos musicales
Tres días después del lanzamiento del álbum es lanzado el vídeo musical "Four out of Five" en el canal de Youtube oficial de la banda. Fue dirigido por Ben Chappell y Aarón Brown. El vídeo tiene una enorme influencia estética en la filmografía de Stanley Kubrick y en Welt am Draht de Rainer Werner Fassbinder. Gran parte del vídeo fue grabado en el castillo de Howard locación que también fue parte de la película de Kubrick Barry Lyndon.

## Posicionamiento en listas
| Listas (2018)                                 | Mejor posición |
| --------------------------------------------- | -------------- |
| Australia (ARIA)                              | 1              |
| Austria (Ö3 Austria)                          | 3              |
| Bélgica (Ultratop Flandes)                    | 1              |
| Bélgica (Ultratop Valonia)                    | 1              |
| Dinamarca (Hitlisten)                         | 2              |
| Escocia (OCC)                                 | 1              |
| España (PROMUSICAE)                           | 1              |
| Estados Unidos (Billboard 200)                | 8              |
| Estados Unidos (Billboard Top Rock Albums)    | 1              |
| Francia (SNEP)                                | 2              |
| Grecia (IFPI)                                 | 1              |
| Irlanda (IRMA)                                | 2              |
| Países Bajos (Album Top 100)                  | 1              |
| Portugal (AFP)                                | 1              |
| Reino Unido (OCC Official Albums)             | 1              |
| Reino Unido (OCC Official Independent Albums) | 1              |
| Suecia (Sverigetopplistan)                    | 8              |
| Suiza (Schweizer Hitparade)                   | 1              |